# 凱莉·納許
凱莉·納許（英語：Kylee Nash，1984年1月20日—）是一名美國女色情演員、舞者和模特兒。納許原本是名私人舞蹈教練，後來她不再跳舞，而是加入成人電影業。起初，納許本身的胸部擁有DD罩杯，但她仍不滿足，使得納許努力賺錢來隆乳。
2010年，她於電影《辣媽終結者》和《小山有大腿》中參演。她亦於2011年電影《無敵猛鯊》中飾演一名比基尼比賽的參賽者。2012年出演《愛愛全都錄》。

## 外部連結
- 凱莉·納許在互联网电影资料库（IMDb）上的資料（英文）
- 凱莉·納許的X（前Twitter）